# San Dieguito-kulturen
San Dieguito-kulturen var en tidig holocen arkeologisk kultur i södra Kalifornien och omgivande delar av sydvästra USA och nordvästra Mexiko. 

## Historia
Kulturkomplexet identifierades först av Malcolm J. Rogers 1919  i Escondido (platsen SDI-W-240) i San Diego County, Kalifornien.  Han kallade den paleoindianska kulturen för skrapmakare vilket baserades på den vanliga förekomsten av skrapor av sten på deras boplatser. I en första arbete menade Rogers 1929 att skrapmakarna var regionens andra kultur, efter folket i Shell Midden-kulturen, senare känd som La Jolla-kulturen, vars lämningar oftast ligger närmare kusten. Rogers utgrävningar 1938 vid C. W. Harris Site (CA-SDI-149) i Rancho Santa Fe visade att San Dieguito-komponent stratigrafiskt låg under dess La Jolla-komponent. Efterföljande utgrävningar vid Harris Site bekräftade Rogers slutsatser och C-14 dateringar gav mycket hög ålder 8200 f.Kr.
Beskrivningen av typiska drag San Dieguito-kulturens inventarium av redskap omfattar förutom de rikligt förekommande skraporna, stora handyxor tillverkade av avslag, halvmåneformade stenar formade med avslag (inte verktyg utan dekorationer). Projektilspetsarna liknar de från  platserna Lake Mohave och Silver Lake. Antingen få eller inga sticklar och inga små projektilspetsar (för pilar) och ingen keramik.

## Tolkningar
Rogers identifierade tre kronologiska faser för San Dieguito-kulturen baserat på förändringar i litisk teknik, olika val av bosättningsplatser och olika typer av bosättningar. Hans ändrade terminologi för dessa olika faser inklusive begreppen Malpais och San Dieguito I har orsakat förvirring i den arkeologiska litteraturen.  De flesta forskare använder sig inte av dessa termer. Tolkningarna av San Dieguito-kulturen har varierat. Vissa har sett dess skapare som storviltsjägare, kanske efterföljare av Cloviskulturen, medan andra forskare har sett dem som generaliserade samlare. Rogers betraktade San Dieguito-kulturen som lämningar av kronologiskt och etniskt distinkt folk. En del senare forskare har betonat  tecken på en kontinuitet med det efterföljande La Jolla-kulturen. 
En mer radikal omtolkning föreslog att San Dieguito-komplexet varken var kronologiskt eller etniskt distinkt, utan representerar en specialiserad verksamhet relaterad till stenbrytning eller stenverktygsproduktion av samma människor som producerade La Jolla-komplexet under större delen av Holocen. Gallegos arbete ingick en samlingspublikation med olika bidragsgivare som behandlade kulturen.
Rogers utvidgade i Ancient Hunters of the Far West 1966 San Dieguito-kulturen till att omfatta ett stort område i västra Nordamerika och menade att det fanns fyra större regioner: en central del av kulturen i sydöstra Kalifornien, västra Nevada och nordöstra Baja California. En sydvästlig del fanns i sydvästra Kalifornien och större delen av Baja California. En sydöstlig del fanns i Yumaöknen i södra Arizona och Sonoraöknen i norra Sonora. En västlig del fann i nordöstra Kaliforniens övre Great Basin. I den senare delen tillskrivs lämningar från tidig holocen vanligen av forskare till Borax Lake-komplexet. I Mojaveöknen och nedre delen av Great Basin kallas liknande lämningar oftast för Lake Mohave-kultur. Begreppet San Dieguito-kulturen används fortfarande av forskare i sydvästra Kalifornien, Coloradoöknen, norra Baja California och norra Sonora Mexiko.